# Dmitri Koedinov
Dmitri Koedinov (Russisch: Дмитрий Васильевич Кудинов; Tbilisi, 8 februari 1963) is een voormalig voetballer uit Georgië, die gedurende zijn loopbaan speelde als verdediger voor onder meer FC Dinamo Tbilisi. Hij beëindigde zijn actieve carrière in 1997 bij FK Zjemtsjuzina Sochi.

## Interlandcarrière
Koedinov speelde in de periode 1992–1996 twintig officiële interlands (één doelpunt) voor het Georgisch voetbalelftal. Hij maakte zijn debuut voor de nationale ploeg in de met 1-0 verloren oefeninterland op 2 september 1992 tegen Litouwen. Zijn eerste en enige interlandtreffer volgde op 12 februari 1994, toen Georgië tijdens een vierlandentoernooi op Malta met 2-0 won van Tunesië. Het andere doelpunt in die wedstrijd kwam op naam van Micheil Kavelasjvili.

## Erelijst
FC Dinamo Tbilisi
- Georgisch landskampioen

1992, 1993, 1996, 1997